# Lethe arcuata
Lethe arcuata är en fjärilsart som beskrevs av Butler 1868. Lethe arcuata ingår i släktet Lethe och familjen praktfjärilar. Inga underarter finns listade i Catalogue of Life.